# Střítež (ort i Tjeckien, Vysočina, lat 49,36, long 15,13)
Střítež är en ort i Tjeckien.   Den ligger i regionen Vysočina, i den centrala delen av landet, 100 km sydost om huvudstaden Prag. Střítež ligger 634 meter över havet och antalet invånare är 101.
Terrängen runt Střítež är platt. Runt Střítež är det ganska glesbefolkat, med 45 invånare per kvadratkilometer. Närmaste större samhälle är Pelhřimov, 10,2 km nordost om Střítež. Omgivningarna runt Střítež är en mosaik av jordbruksmark och naturlig växtlighet.